# Гебхардт, Штеффен
Ште́ффен Ге́бхардт (нем. Steffen Gebhardt; род. 22 июля 1981, Нойс, Северный Рейн-Вестфалия) — немецкий пятиборец, участник трёх летних Олимпийских игр, двукратный чемпион мира, чемпион Европы.

## Спортивная биография
Первоначально Гебхардт занимался плаванием, но вскоре Штеффен по совету своего тренера перешёл в секцию современного пятиборья. На международном молодёжном уровне Гебхардт стал выступать с 1999 года. Дважды он становился серебряным призёром на молодёжном чемпионате мира 2001 года, а в 2002 году стал чемпионом Европы среди юниоров. В 2004 году Гебхардт принял участие в летних Олимпийских играх в Афинах. После первого вида (стрельба) Штеффен шёл на 4-м месте, но в последующих видах немецкий пятиборец не смог показать высоких результатов и в итоге занял лишь 17-е место.
В 2007 году Гебхардт на чемпионате мира, который проходил в Берлине завоевал две золотые медали в командных соревнованиях и в эстафете. Совсем чуть-чуть ему не хватило в личном первенстве, где Штеффен занял 4-е место. В 2008 году Гебхардт принял участие в летних Олимпийских играх в Пекине. После 4-х видов из пяти немецкий пятиборец занимал 7-е место, но в беге Гебхардту удалось подняться ещё на два места вверх и занять итоговое 5-е место.
В 2012 году Гебхардт принял участие в своих третьих летних Олимпийских играх. Перед комбайном в индивидуальных соревнованиях Штеффен занимал 8-е место с отставанием в 39 секунд. Комбайн немецкий пятиборец провёл довольно уверенно. На двух огневых рубежах из трёх Гебхардт смог закрыть все пять мишеней с пяти выстрелов. Также, благодаря хорошей скорости на дистанции, Гебхардт смог подняться на 5-е место, опередив в том числе действующего двукратного олимпийского чемпиона Андрея Моисеева.
Последним стартом на международном уровне для Гебхардта стало участие 5 мая 2014 года в этапе Кубка мира в венгерском городе Кечкемет, где немецкий пятиборец в своей квалификационной группе занял лишь 27-е место и завершил борьбу за победу на этапе.